# 1177
El 1177 (MCLXXVII) fou un any comú començat en dissabte del calendari julià.

## Esdeveniments
- Incendi a Kyoto.[1]
- Fundació de Puigcerdà.[2]
- Presa de Conca.[3]